# Мусси, Ален
Ален Десперо Мусси (англ. Alain Despereaux Moussi; род. 29 марта 1981, Либревиль, Габон) — канадский актёр, каскадёр, постановщик трюков и боевых сцен в кино и на телевидении, продюсер и мастер боевых искусств габонского происхождения.
В качестве актёра дебютировал в 2005 году в любительском веб-сериале о боевых искусствах «Неизвестные файлы: Раскрыть тайну» (англ. NX Files: Discover the Secret), в котором не только исполнил главную роль, но и впервые выступил продюсером, соавтором сюжета и сценария, а также  постановщиком трюков. Известность получил благодаря главным ролям в фильмах о боевых искусствах «Кикбоксер: Возмездие» (2016) и «Кикбоксер возвращается» (2018), созданных Димитри Логофетисом и являющихся перезапуском серии «Кикбоксер». В них он сыграл бойца по имени Курт Слоун, тренирующегося под руководством мастера Дюрана в исполнении Жан-Клода Ван Дамма, сыгравшего Курта Слоуна в оригинальной ленте 1989 года. Впоследствии Мусси сыграл главные роли в фантастическом боевике «Джиу-джитсу: Битва за Землю» (2020), ставшем для него третьей совместной работой с Логофетисом, и боевике «Охота на короля» (2023), где также выступил продюсером. Наиболее известным персонажем в творческом репертуаре Мусси является Бэтмен, в проектах о котором он работал дважды: крайний раз он перевоплотился в него в финальном эпизоде первого сезона телесериала «Титаны» (2018), а до этого выступил актёром захвата движения в видеоигре Batman: Arkham Origins (2013). Помимо главных ролей в четырёх кинофильмах и одном сериале, а также участия в проектах о Бэтмене, примечательным в карьере Мусси является персонаж Чарли Нэш в веб-сериале «Уличный боец: Воскрешение» (2016), созданном на основе серии видеоигр Street Fighter. Кроме того, сообщество поклонников медиафраншизы Mortal Kombat выдвигало Мусси в качестве одного из кандидатов на роль Джонни Кейджа для фильма «Мортал Комбат 2» (2025), что получило огласку в СМИ, однако на роль был утверждён более узнаваемый, но не владеющий мастерством боевых искусств актёр Карл Урбан, и решение о выборе именно Урбана вызвало недовольство некоторых новостных изданий, которые, в свою очередь, также поддержали кандидатуру Мусси, включив его в число  более подходящих, по их мнению, актёров, чем Урбан.
За пределами актерской деятельности Мусси является одним из наиболее востребованных каскадёров в Голливуде, а также опытным постановщиком трюков и боевых сцен, в репертуаре которого свыше 60 работ в кино и на телевидении. Он  работал в качестве дублёра для многих широко известных актёров, в том числе Жан-Клода Ван Дамма (рекламные видеоролики для Go Daddy и видеоролик The Epic Split для Volvo Trucks), Генри Кавилла («Война богов: Бессмертные»), Хью Джекмана («Люди Икс: Апокалипсис»), Джая Кортни («Отряд самоубийц»), Джоша Хелмана («Люди Икс: Дни минувшего будущего»), Трэвиса Фиммела («Варкрафт») и других. Является номинантом на самую престижную каскадёрскую награду — премию «Таурус» — за участие в постановке массовой боевой сцены (в автобусе против персонажа Боба Оденкерка) для фильма «Никто» (2021), которая в 2022 году вошла в категорию «Лучшая боевая сцена». Также в 2015 году за работу в фильме «Люди Икс: Дни минувшего будущего» (2014) был номинирован на премию Гильдии киноактёров США как участник одного из лучших каскадёрских ансамблей в игровом кино.
Боевые единоборства Мусси изучает с 10 лет и является обладателем чёрных поясов по японскому и бразильскому джиу-джитсу, тренируясь под наставничеством Карлоса Мачадо и его братьев. Также обучался множеству других дисциплин, таким как кикбоксинг под наставничеством Жан-Ива Терио, тхэквондо, капоэйра, а также японские (карате, дзюдо, айкидо, госиндо), китайские (кунфу) и филиппинские единоборства с боем на палках и ножевым боем. В 2018 году стал лицом обложки июнь-июльского выпуска Black Belt — ведущего мирового журнала о боевых единоборствах, который выделил Мусси почётным заголовком «Следующая экшн-звезда» (англ. Next Action Star). Является одним из основателей, руководителей и главных тренеров школы единоборств K2 Martial Arts & Fitness (в прошлом — NX Martial Arts & Fitness) в городе Оттава, Канада.

## Фильмография
| Во избежание загромождения и захламления раздела, в нём представлены фильмы и сериалы, которые уже вышли в прокат, а также проекты, которые как минимум находятся на этапе съёмочного периода. |

### Актёр
| Год  |    | Русское название                  | Оригинальное название         | Роль                    |
| ---- | -- | --------------------------------- | ----------------------------- | ----------------------- |
| 2005 | вс | Неизвестные файлы: Раскрыть тайну | NX Files: Discover the Secret | Спайк, Ронин            |
| 2010 | ф  | Наживка                           | L'Appât                       | телохранитель           |
| 2011 | ф  | Судный день                       | The Day                       | выживший                |
| 2012 | с  | Перевозчик                        | Transporter: The Series       | охранник                |
| 2013 | тф | Месть сестры                      | A Sister’s Revenge            | нетерпеливый гость      |
| 2013 | ф  | Штурм Белого дома                 | White House Down              | напарник агента Рида    |
| 2014 | ф  | Помпеи                            | Pompeii                       | кельтский гладиатор     |
| 2014 | с  | Быть человеком                    | Being Human                   | вампир-вышибала         |
| 2014 | ф  | Волки                             | Wolves                        | Доби                    |
| 2015 | ф  | Только я                          | Only I…                       | спарринг-партнёр Ориона |
| 2016 | вс | Уличный боец: Воскрешение         | Street Fighter: Resurrection  | Чарли Нэш               |
| 2016 | ф  | Кикбоксер: Возмездие              | Kickboxer: Vengeance          | Курт Слоун              |
| 2017 | ф  | Приказ: Убить                     | Kill Order                    | капитан Уильямс         |
| 2018 | ф  | Кикбоксер возвращается            | Kickboxer: Retaliation        | Курт Слоун              |
| 2018 | с  | Титаны                            | Titans                        | Бэтмен                  |
| 2019 | с  | Американские боги                 | American Gods                 | агент мистера Тауна     |
| 2019 | ф  | Модификаты                        | Enhanced                      | Абель                   |
| 2019 | с  | Вампирские войны                  | V Wars                        | «Садовник»              |
| 2020 | с  | Звёздный путь: Дискавери          | Star Trek: Discovery          | голографический боец    |
| 2020 | ф  | Джиу-джитсу: Битва за Землю       | Jiu Jitsu                     | Джейк Барнс             |
| 2021 | ф  | Никто                             | Nobody                        | хулиган в автобусе      |
| 2023 | ф  | Охота на короля                   | King of Killers               | Маркус Гаран            |
|      | ф  | Проникновение (постпроизводство)  | Infiltrate                    | Марсель Лафлёр          |

### Другая деятельность
| Год       |     | Русское название                  | Оригинальное название                   | Роль                                                    |
| --------- | --- | --------------------------------- | --------------------------------------- | ------------------------------------------------------- |
| 2005      | вс  | Неизвестные файлы: Раскрыть тайну | NX Files: Discover the Secret           | продюсер, соавтор сюжета и сценария, постановщик трюков |
| 2010      | ф   | Эволюция                          | Evol                                    | каскадёр                                                |
| 2011      | тф  | Бриллиантовый Джек                | Jack of Diamonds                        | дублёр Джона Брегара                                    |
| 2011      | тф  | Чужая жена                        | Another Man's Wife                      | дублёр Дэймона Руняна                                   |
| 2011—2013 | с   | Никита                            | Nikita                                  | каскадёр, дублёр Шамуса Файнса, дублёр Диллона Кейси    |
| 2011—2014 | с   | Зов крови                         | Lost Girl                               | дублёр Грэма Эбби, каскадёр                             |
| 2011      | тф  | Овощные истории: Фисташкио        | Pistachio — The Little Boy That Woodn't | дублёр Магнуса Скевинга                                 |
| 2012      | с   | Быть человеком                    | Being Human                             | дублёр Себастьена Робертса                              |
| 2011      | ф   | Война богов: Бессмертные          | Immortals                               | дублёр Генри Кавилла                                    |
| 2012      | ф   | Белоснежка: Месть гномов          | Mirror Mirror                           | каскадёр                                                |
| 2012      | ф   | Экспат                            | Erased                                  | дублёр Аарона Экхарта                                   |
| 2012      | ф   | Чёрный дрозд                      | Deadfall                                | каскадёр                                                |
| 2012      | с   | Легавый                           | Copper                                  | каскадёр                                                |
| 2012      | с   | XIII                              | XIII: The Series                        | каскадёр                                                |
| 2012      | с   | Перевозчик                        | Transporter: The Series                 | каскадёр                                                |
| 2013      | с   | Последний час                     | Zero Hour                               | дублёр Микаэля Нюквиста                                 |
| 2013      | ф   | Кроваво-красный                   | Rouge Sang                              | дублёр Энтони Лемке                                     |
| 2013      | тф  | Взорванное Солнце                 | Exploding Sun                           | дублёр Пола Хопкинса                                    |
| 2013      | с   | Травма                            | Trauma                                  | каскадёр                                                |
| 2013      | ф   | Морской пехотинец: Тыл            | The Marine 3: Homefront                 | дублёр Майка Мизанина, каскадёр                         |
| 2013      | ф   | Пентхаус с видом на север         | Penthouse North                         | каскадёр                                                |
| 2013      | с   | Красавица и Чудовище              | Beauty & the Beast                      | каскадёр                                                |
| 2013      | ф   | Штурм Белого дома                 | White House Down                        | дублёр Джейсона Кларка, каскадёр                        |
| 2013      | ф   | Тихоокеанский рубеж               | Pacific Rim                             | каскадёр                                                |
| 2013      | ф   | Смурфики 2                        | The Smurfs 2                            | каскадёр                                                |
| 2013      | ф   | Орудия смерти: Город костей       | The Mortal Instruments: City of Bones   | каскадёр                                                |
| 2013      | тф  | Рождественский переполох          | Christmas Bounty                        | дублёр Майка Мизанина                                   |
| 2014      | с   | Укушенная                         | Bitten                                  | дублер Грейстона Холта                                  |
| 2014      | ф   | Помпеи                            | Pompeii                                 | каскадёр                                                |
| 2014      | ф   | 13-й район: Кирпичные особняки    | Brick Mansions                          | каскадёр                                                |
| 2014      | ф   | Люди Икс: Дни минувшего будущего  | X-Men: Days of Future Past              | дублёр Джоша Хелмана, каскадёр                          |
| 2014      | тф  | Как создать идеального парня      | How to Build a Better Boy               | дублёр Маршалла Уильямса                                |
| 2014      | ф   | Последний друид: Войны гармов     | Garm Wars: The Last Druid               | каскадёр                                                |
| 2014      | кор | Гомофоб                           | Gaybasher                               | постановщик трюков                                      |
| 2016      | ф   | Февраль                           | The Blackcoat's Daughter                | постановщик трюков                                      |
| 2016      | ф   | Варкрафт                          | Warcraft                                | дублёр Трэвиса Фиммела, каскадёр                        |
| 2016      | ф   | Люди Икс: Апокалипсис             | X-Men: Apocalypse                       | дублёр Хью Джекмана, каскадёр                           |
| 2016      | ф   | Отряд самоубийц                   | Suicide Squad                           | дублёр Джая Кортни, каскадёр                            |
| 2018      | ф   | Кикбоксер возвращается            | Kickboxer: Retaliation                  | постановщик боевых сцен                                 |
| 2018      | с   | Супергёрл                         | Supergirl                               | каскадёр                                                |
| 2018      | с   | Титаны                            | Titans                                  | каскадёр                                                |
| 2018      | тф  | Смертельный квест                 | No Escape Room                          | постановщик трюков                                      |
| 2018      | с   | Граница                           | Frontier                                | каскадёр                                                |
| 2018      | с   | Стрела                            | Arrow                                   | каскадёр                                                |
| 2019      | ф   | Полярный                          | Polar                                   | каскадёр                                                |
| 2019      | с   | Американские боги                 | American Gods                           | каскадёр                                                |
| 2019      | ф   | Шазам!                            | Shazam!                                 | каскадёр                                                |
| 2019      | с   | Сумеречные охотники               | Shadowhunters: The Mortal Instruments   | каскадёр                                                |
| 2019      | с   | Чем мы заняты в тени              | What We Do in the Shadows               | каскадёр                                                |
| 2019      | ф   | Люди Икс: Тёмный Феникс           | Dark Phoenix                            | каскадёр                                                |
| 2019      | с   | Объезд                            | The Detour                              | дублёр Джейсона Джонса                                  |
| 2019      | с   | Пацаны                            | The Boys                                | каскадёр                                                |
| 2019      | тф  | Рождественские баночки            | Christmas Jars                          | постановщик трюков                                      |
| 2019      | ф   | Пропавшая                         | Gone                                    | постановщик трюков                                      |
| 2019      | тф  | Подстава в День благодарения      | Turkey Drop                             | постановщик трюков                                      |
| 2020      | с   | Звёздный путь: Дискавери          | Star Trek: Discovery                    | каскадёр                                                |
| 2020      | ф   | Джиу-джитсу: Битва за Землю       | Jiu Jitsu                               | постановщик боевых сцен                                 |
| 2020      | тф  | Рождественский выбор              | The Christmas Setup                     | постановщик трюков                                      |
| 2021      | ф   | Друг по обмену                    | The Exchange                            | постановщик трюков                                      |
| 2021—2022 | с   | Видеть                            | See                                     | постановщик боевых сцен, каскадёр                       |
| 2022      | тф  | Терапевтические кошмары           | Therapy Nightmares                      | постановщик трюков                                      |
| 2022      | ф   | На счёт три                       | On the Count of Three                   | постановщик трюков                                      |
| 2023      | ф   | Охота на короля                   | King of Killers                         | продюсер                                                |
| 2025      | ф   | Рейс навылет                      | Fight or Flight                         | постановщик трюков                                      |
| 2025      | с   | ФУБАР                             | FUBAR                                   | каскадёр                                                |
|           | ф   | Зверь (постпроизводство)          | The Beast                               | постановщик трюков                                      |

## Номинации и награды
- Премия Гильдии киноактёров США
  - 2015 — Лучший каскадёрский ансамбль в игровом кино — номинация (за фильм «Люди Икс: Дни минувшего будущего»)[26]

- Премия «Таурус»
  - 2022 — Лучшая боевая сцена — номинация (за фильм «Никто»)[27]